# Nederlandse Volks-Unie
De Nederlandse Volks-Unie (NVU) is een nationaalsocialistische Nederlandse politieke partij.
Hoewel opgericht in 1971, haalde de partij nooit een zetel bij de lokale en nationale verkiezingen waaraan het deelnam. De partij pleit voor een "Germaans-christelijke cultuur" in Nederland en streeft naar een hereniging van Nederland en Vlaanderen.
Volgens de AIVD trekt de NVU traditionele antisemitische neo-nazi's aan en streeft zij naar de oprichting van een eenpartijstaat in Nederland, volgens het NSDAP-model. De NVU organiseert met enige regelmaat rechts-extremistische publieksdemonstraties.
Sinds 6 november 2024 is de NVU aangesloten bij de Europese 'Alliance for Peace and Freedom' (APF).

## Ideologie
Zoals de naam al aangeeft, is de Nederlandse Volks-Unie een volksnationalistische partij, met als doel een unie voor het 'Nederlandse Volk'. De partij ontstond in 1971 als fusie van de Aktiegroep Vlaanderen en het Nieuw Rechts Front. Eerstgenoemde streefde vooral de zogenaamde Heel Nederland Gedachte na, het vormen van Nederland en Vlaanderen tot een eenheid. Het Nieuw Rechts Front was in de eerste plaats een felle anti-communistische partij. Het doel van de NVU was aanvankelijk te streven naar een 'Diets cultuurgebied' dat Nederland en Vlaanderen zou verenigen onder een autoritair monarchaal regime. De partij kwam ideologisch echter al snel onder invloed van oud-leden van de verboden Nationaal-Socialistische Beweging (NSB).
Het "volksnationalisme" gaat volgens de NVU uit van de idee "dat ieder volk – en daarmee ieder individu – het best tot zijn recht komt in zijn eigen "natuurlijke volksgemeenschap", in het gebied waar men historisch thuishoort." Uiteindelijk zou er een "Europese Volkerengemeenschap" moeten ontstaan. Hierin is geen plaats voor communisme,
anarchisme, liberalisme en materialisme. De BVD oordeelde in 1981 dat de NVU "sterke racistische trekken" vertoonde, gericht tegen de gastarbeiders en Surinamers in Nederland.
Bernard Postma, voorzitter van maart 1973 tot oktober 1974, was een belangrijke ideoloog van de partij en schreef een uitgebreide toelichting bij het partijprogram. Elementen daarin zijn, dat de NVU streeft naar 'eenheid van het Nederlandse Volk in de Unie der Europese Volkerengemeenschap'. De Vlamingen in België en Frankrijk worden daarbij ook tot dat volk gerekend. Dit volk "vormt een natuurlijke en organische eenheid, met één taal en cultuurpatroon". De partij steunde de constitutionele monarchie. Surinamers en Antillianen zouden moesten worden teruggezonden en de gastarbeiders moesten "afvloeien". De partij pleitte voor een krachtige bestrijding van het marxisme, anarchisme, liberalisme en materialisme. Alle Nederlandstalige gebieden in Europa zouden moeten worden verenigd in één Groot-Nederlands rijk.

## Symbolen

Voormalige partijvlag met Odalrune in de eerste jaren van de NVU

Het Huishoudelijk Reglement van de NVU uit 1977 beschrijft de partijvlag als bestaande uit "een langwerpig rood veld met in het midden een witte cirkel, waarin een zwarte Odalrune". De rune is ook terug te vinden op het voorblad van het 'Program met toelichting door B.S. Postma' uit 1971.
De Odalrune is een teken uit het Germaanse runenschrift. Het staat  voor erfgoed en landbezit. Als symbool wordt het gebruikt in het Nationaal-Socialisme. De vlag was ook in gebruik door de Afrikaanse Studentebond.

## Geschiedenis

### Beginjaren (1971-1973)
De Nederlandse Volks-Unie werd op 27 maart 1971 opgericht, naar eigen zeggen  door Guus Looy. In de eerste drie jaar van haar bestaan vond er in de NVU een interne strijd plaats over politieke kwesties en om de macht. Er waren diverse wisselingen van partijvoorzitter.

### Eerste voorzitterschap Glimmerveen (1974-1981)

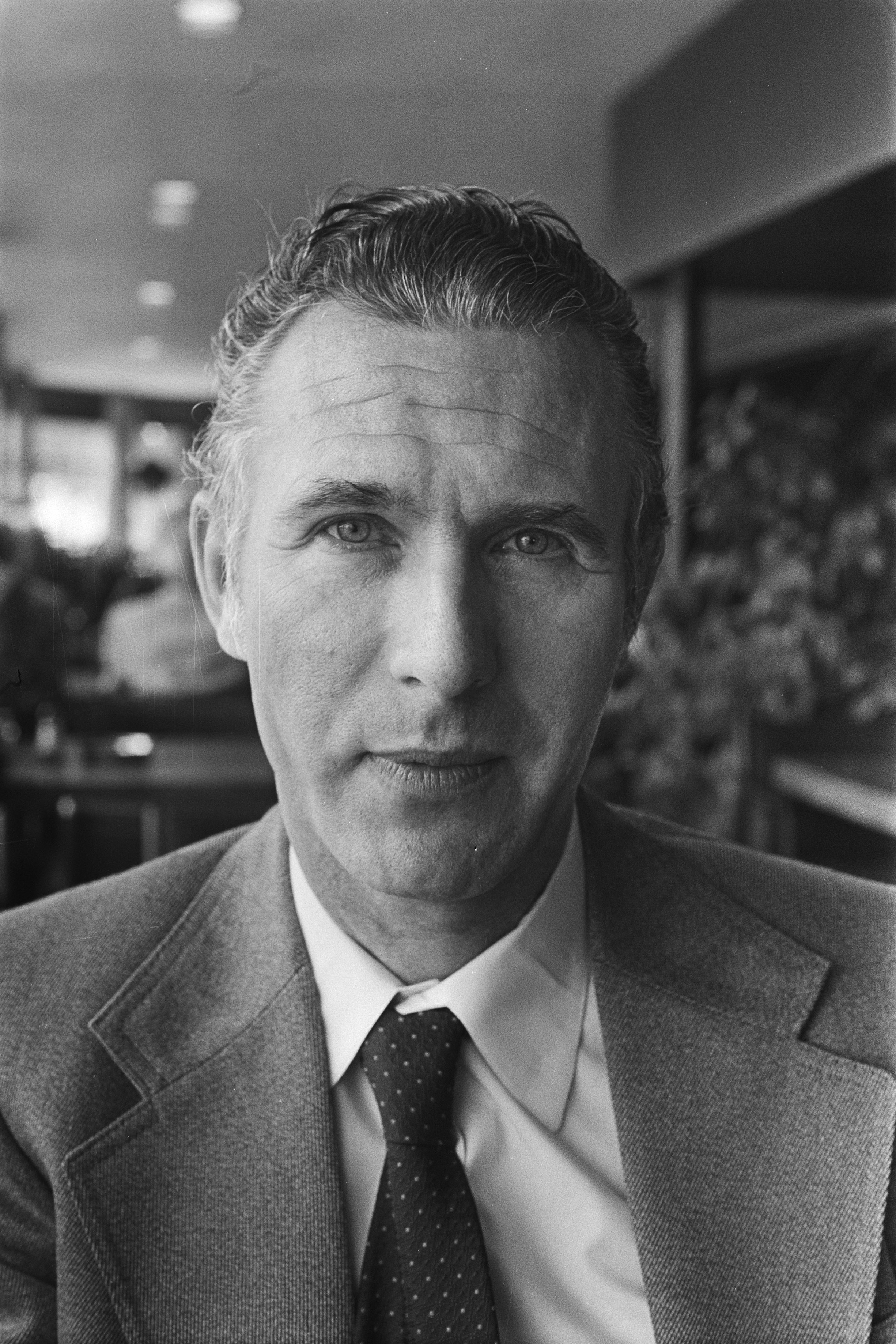
Joop Glimmerveen

Met de komst van Joop Glimmerveen (1974) in de partij richtte de partij zich ook tegen de dan aanwezige Surinamers en gastarbeiders in Nederland.
In 1974 nam Glimmerveen met steun van de NVU deel aan de Haagse gemeenteraadsverkiezingen met de slogan 'Den Haag moet blank en veilig blijven!' Hij kwam enkele honderden stemmen tekort voor een zetel. Later in 1974 werd Glimmerveen voorzitter van de NVU.
In 1976 verspreidde de NVU een opruiend pamflet tijdens vechtpartijen tussen autochtonen en allochtonen in Schiedam. In 1977 organiseerde ze een demonstratie in Soestduinen waar een aantal fascisten en ex-NSB'ers aan deelnam. Naar aanleiding van de gehouden toespraken werden enkele personen veroordeeld.
Sinds 1977 zijn er pogingen gedaan door het Ministerie van Justitie om de partij te laten verbieden. Dit is echter nooit gelukt.
Toen ook de Centrumpartij werd opgericht kwam de NVU in een concurrentiestrijd terecht. Na teleurstellende verkiezingen in 1981 stopte Glimmerveen als voorzitter. De partij probeerde samenwerkingsverbanden met andere partijen te organiseren. Deze initiatieven hadden echter geen succes.

### Tweede voorzitterschap Glimmerveen (1983-1987)
In 1983 keerde Glimmerveen terug als voorzitter. Samen met de jongerenorganisatie Jongeren Front Nederland (JFN) werden vele straatacties en demonstraties georganiseerd. Zo hield men een tegendemonstratie bij de anti-kruisrakettendemonstratie in Den Haag in 1983. Vanaf 1984 ging de partij zich ook steeds meer associëren met nazi-Duitsland en lieden als Rudolf Hess en Anton Mussert.
In 1987 stopte Glimmerveen weer als voorzitter. De partij behaalde geen succes, ze had te veel concurrentie van Centrum Democraten en CP'86, en had weinig leden en geld. De partij werd non-actief.

### Herstart en derde voorzitterschap Glimmerveen (1996-2001)
In 1996 benaderden Constant Kusters en Eite Homan (die banden had met de NSDAP/AO) Glimmerveen met het verzoek de partij nieuw leven in te blazen. Men hield enkele acties waar ook neonazi's uit België en Duitsland aan meededen. In de huidige tijd functioneert de NVU vooral als politieke vleugel van het Actiefront Nationale Socialisten (ANS).

### Voorzitterschap Kusters (2001-heden)

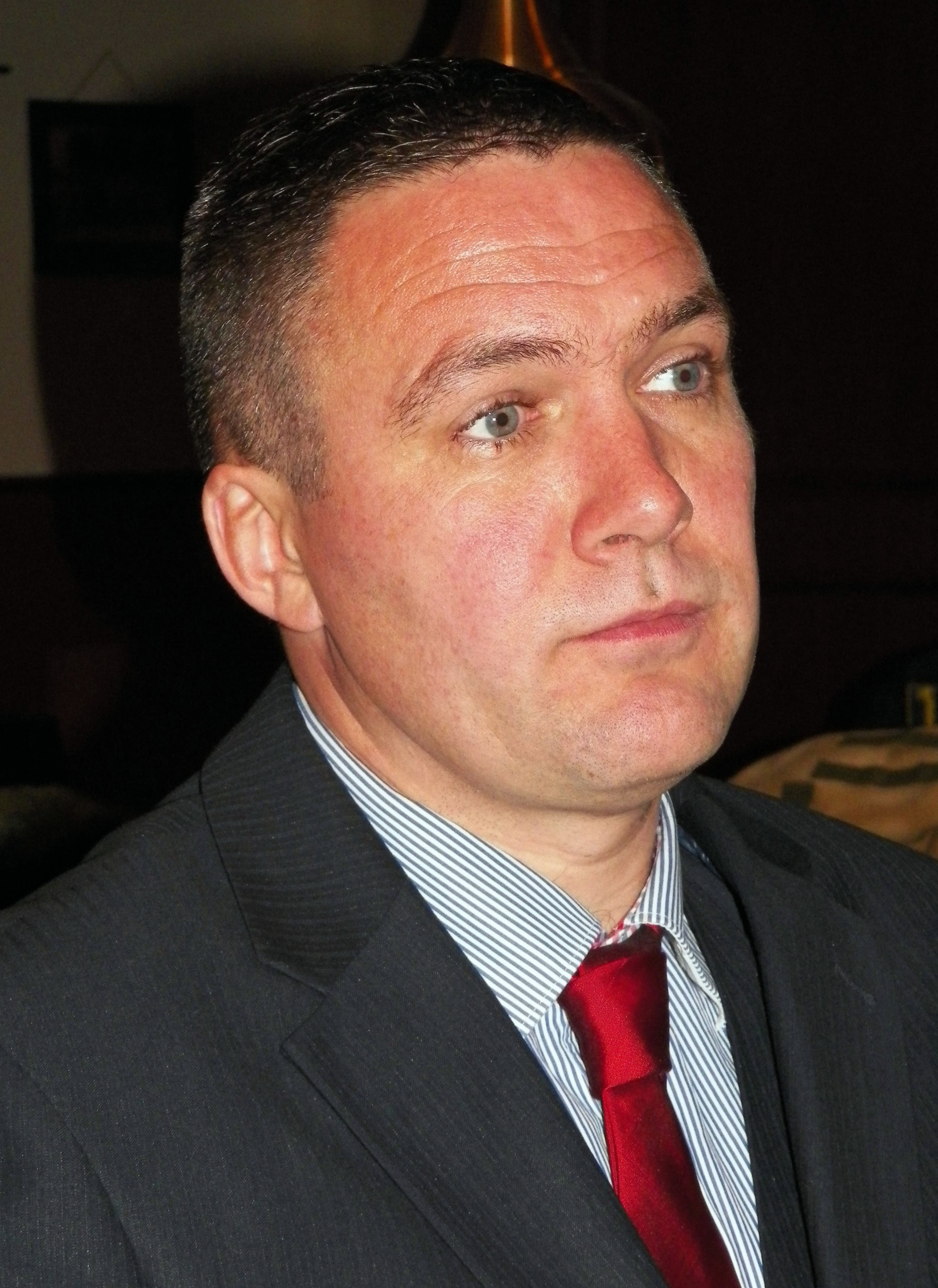
Constant Kusters

In 2001 werd Kusters partijvoorzitter en trachtte de partij een gematigder imago te geven. In ditzelfde jaar verliet Glimmerveen met slaande deuren de partij gevolgd door andere prominente leden zoals Chris Smit en Stefan Wijkamp. De ex-partijleider Glimmerveen was onderhand een van de grootste critici geworden. In een speciale editie van zijn blad 'Wij Nederland', met als ondertitel "De handel en wandel van NVU-clown Kusters", hing Glimmerveen de vuile was buiten. Hij dreigde Kusters een proces aan te doen als hij geen orde op zaken zou stellen wat betreft de financiële huishouding van de NVU. Volgens Glimmerveen zou Kusters namelijk sjoemelen met partijgelden om zijn schamele uitkering aan te vullen. Kusters zou een proces kunnen vermijden door met stille trom uit de NVU te vertrekken.
In 2015 trok de NVU aandacht doordat aanhangers van de partij zich in verschillende gemeentes gingen manifesteren op inspraakavonden over de komst van asielzoekerscentra in het kader van de Europese migrantencrisis.
De partij zegt nauw samen te werken met Forum voor Democratie. Dit blijkt onder andere uit screenshots van een bankbetaling door het FvD aan de NVU voor het huren van een zaal voor een FvD-verkiezingsbijeenkomst met Baudet en Hiddema en Facebook Messenger-gesprekken en mailverkeer daarover tussen het FvD en de NVU. Thierry Baudet ontkent deze samenwerking, maar royeerde wel een FvD-lid dat ook actief was in de NVU.

### Verkiezingen
Alhoewel de partij in 1971 is opgericht, heeft ze nooit zetels behaald. Na een mislukte verkiezingsdeelname aan de gemeenteraadsverkiezingen in 2002 probeerde de partij ook in 2003 weer voldoende stemmen te krijgen voor een politiek podium. De partij deed dat jaar mee aan de Provinciale Statenverkiezingen in Gelderland. Met ruim 1500 stemmen (0,2%) behaalde de partij geen zetel. In 2006 deed de NVU mee aan de gemeenteraadsverkiezingen in Oss, Venray, Apeldoorn, Nijmegen en Arnhem. Ook toen werden er geen zetels behaald.
De uiterst bescheiden verkiezingsresultaten van de NVU in 2002 en het vertrek van oud-NVU'er Joop Glimmerveen uit de partij, waren koren op de molen van tegenstanders van de consensuspolitiek en de interne spanningen waren medio 2003 hoog opgelopen. Volgens onderzoeker Jaap van Donselaar heeft de Nederlandse Volks-Unie in november 2004 op bescheiden schaal nieuwe leden verworven.
Na een lange stilte rond de partij nam de NVU deel aan de gemeenteraadsverkiezingen van 2014 in de gemeenten Arnhem, Purmerend en Westland. Daar werden geen zetels behaald. Bij de gemeenteraadsverkiezingen van 2018 nam de partij opnieuw deel in Arnhem, met Constant Kusters als lijsttrekker. Ook ditmaal werd er geen zetel gehaald.

## Standpunten
Enkele standpunten uit het partijprogramma van 2013:

### Binnenlands beleid
- Nieuw artikel 1 van de Grondwet: Germaans-christelijke cultuur moet in Nederland dominant blijven.
- Het gezin is de hoeksteen van de volksgemeenschap.
- Nationale identiteit is een stuk vaderland in de wereld.
- Onmiddellijke immigratiestop, geen opname van asielzoekers en/of vluchtelingen.
- Verbod op ritueel slachten, sluiting van islamitische en joodse slachthuizen.
- Verbieden van de verkoop van halal vlees.
- Absoluut verbod op de handel en verkoop in soft- en harddrugs.
- Trouwen kan alleen plaatsvinden tussen man en vrouw, homoseksuele mannen en lesbische vrouwen kunnen wel een geregistreerd partnerschap krijgen, maar niet trouwen.
- Alleen getrouwde stellen kunnen kinderen adopteren.
- Directe politieke ontkoppeling van alle banden met de (voormalige) Nederlandse Antillen.
- Herinvoering van de doodstraf. Om te beginnen voor kinderverkrachters en moordende pedofielen.

### Buitenlands beleid
- Nederland en Vlaanderen herenigd in één Groot-Nederland.
- Tegen de toetreding van Turkije in de Europese Unie.
- Stopzetten van ontwikkelingshulp.
- Israël sancties opleggen, wegens het niet nakomen van de VN-resoluties, en de onderdrukking van de Palestijnen. Israel wijzen op de Tweestatenoplossing.

### Defensie
- Onmiddellijke uittreding uit de NAVO en een oprichting van een Europees leger zonder invloed van de Verenigde Staten.
- Terugtrekken Nederlandse troepen uit Irak en Afghanistan.
- Geen deelname aan buitenlandse missies die de belangen dienen van Israël en de Verenigde Staten.

### Onderwijs
- Verplicht schoolvak ‘Nederlands nationalisme’, waar jongeren hun Nederlandse taal, cultuur, traditie en geschiedenis leren.
- Op elke school wappert de Nederlandse vlag en wordt het Nederlandse volkslied gezongen.
- Terugkeer van de basisbeurs voor studenten en afschaffen van het leenstelsel.
- Kinderverzorging als verplicht vak voor middelbare scholen.
- Basisfilosofie -en ethiek integreren in het onderwijs om de in gang gezette maatschappelijk ontsporing terug te dringen.

## Organisatiestructuur
Anders dan bij gangbare politieke partijen, werd de partij niet bestuurd door leden, maar door de raad van bestuur van de Stichting tot Steun aan en Toezicht op de Nederlandse Volks-Unie.

### Jongerenorganisatie
De NVU had een jongerenorganisatie die Germaanse Jeugd Nederland heette die werd geleid door Etienne van Basten vanuit zijn werkgebied Utrecht. Is inmiddels opgeheven. 

### Antiantifa
Er is ook een antiantifa-afdeling, onder de naam Werkgroep links-fascisten (voorheen bekend als de Anti-Antifa werkgroep).

### Racial Volunteer Force
Een radicale afsplitsing van de NVU is de Racial Volunteer Force (RVF), die "Nederland blank" als motto heeft en bereid is tot terreur om dat doel te behalen, zo stelt de Algemene Inlichtingen- en Veiligheidsdienst in het jaarverslag over 2005. De RVF voelt zich gelieerd aan de Engelse Combat 18. De RVF wordt ingezet als bewakings- en ordedienst bij bijeenkomsten van de NVU. De RVF is een vervanger geworden voor Eite Homans' Aktiefront Nationale Socialisten (ANS). Met de arrestatie en opsluiting van de Duitse neonazi Michael Krick in oktober 2006 zijn de activiteiten van de RVF stil komen te liggen. Krick werd in oktober door de rechtbank in Dordrecht tot drie jaar cel veroordeeld voor betrokkenheid bij een mishandeling van een Antilliaan.

## Kritiek
De vakbond Abvakabo FNV verbood zijn leden om lid te zijn van de Nederlandse Volks-Unie. In 2012 oordeelde de Commissie gelijke behandeling dat het weren van leden van de NVU verboden onderscheid is op grond van politieke gezindheid.

## Voorzitters
In de eerste drie jaar had de NVU achtereenvolgens diverse voorzitters. In de jaren zeventig had de partij vaak twee vice-voorzitters, waarvan één 'Noord-Nederlander' en één 'Zuid-Nederlander'. Dit was vastgelegd in artikel 7 van de statuten. De eerste Zuid-Nederlandse vice-voorzitter was vanaf 1973 Roeland Raes, een van de oprichters van het Vlaams Blok.
| 1971-1973  | Diverse          |
| 1973-1974  | Bernhard Postma  |
| 1974-1981  | Joop Glimmerveen |
| 1981-1983  | H.J. Barendregt  |
| 1983-1987  | Joop Glimmerveen |
| 1987-1996  | vacant           |
| 1996-2001  | Joop Glimmerveen |
| 2001-heden | Constant Kusters |

## Verkiezingsuitslagen
Bij geen van de verkiezingen waar de NVU aan deelnam, haalde de partij een zetel. Bij Tweede Kamerverkiezingen werd bij drie deelnames tussen 1977 en 1982 respectievelijk 0,4, 0,1 en 0,0 procent van de stemmen gehaald. Het beste lokale resultaat behaalde de NVU in 2014 in de gemeente Purmerend, maar ook daar bleef de partij ver verwijderd van een zetel.
| Landelijk    | 1977    | 1977  | 1981    | 1981   | 1982    | 1982   |
| ------------ | ------- | ----- | ------- | ------ | ------- | ------ |
| Landelijk    | Stemmen | %     | Stemmen | %      | Stemmen | %      |
| Tweede Kamer | 33.434  | 0,40% | 10.641  | 0,12 % | 1.632   | 0,02 % |

### Provincies
| Verkiezingsjaar | Provincie  | Lijsttrekker     | Zetels | Stemmen | %      |
| --------------- | ---------- | ---------------- | ------ | ------- | ------ |
| 2003            | Gelderland | Constant Kusters | 0 / 75 | 1.120   | 0,20 % |
| 2007            | Gelderland | Constant Kusters | 0 / 53 | 1.966   | 0,27 % |